# Gorno Aglarci
Gorno Aglarci (makedonska: Горно Агларци) är en ort i Nordmakedonien. Den ligger i kommunen Novaci, i den södra delen av landet, 100 kilometer söder om huvudstaden Skopje. Gorno Aglarci ligger 588 meter över havet och antalet invånare är 369.